# 白兎神社
白兎神社（はくと じんじゃ）は、鳥取県鳥取市に所在する神社。旧社格は村社。

## 概要
白兔神を主祭神とし、保食神を配祀する。白兔神（兎神）は『古事記』掲載の日本神話に登場する因幡の白兎のことである。その説話の内容から、皮膚病に霊験のある神として信仰される。また、大国主神と八上比売との婚姻を取り持ったことから、特定の人との縁結びの神としてかなわぬ恋をかなえ、特定の人との親交をより深める神として信仰される。さらに、遠国の人もこの兎に願えば早く国に帰れるという。また、医療の神でもある。
日本初のラブストーリーの発祥地「白兎」として、2010年に「恋人の聖地」に認定された。
参道入口に神話「因幡の白うさぎ」をテーマにした砂像がある（卯年の2011年、2023年に砂像は刷新されている）。

## 創建
創建の由緒は不詳である。かつては兎の宮、大兎大明神、白兔大明神とも呼ばれた。戦乱で消失し、鹿野城主だった亀井茲矩により慶長年間に再興された。戦乱焼失後、白兎神の御神体は現白兎神社の南方10kmの山上に位置する松上神社に遷座されていたという。現在の本殿は明治時代の再建。亀井茲矩はこれに先立って摂津国（現：大阪市）の御霊神社（祭神：瀬織津姫）を当時の自邸敷地内に遷座・復興していた。
鎮座地は身干山と呼ばれる丘で、因幡の白兎が身を乾かした山と伝えられる。境内には、白兎が体を洗った御身洗池がある。御身洗池は旱天・豪雨のときでも水位の増減がないとされ「不増不減の池」とも呼ばれている。本殿の土台には28弁の菊の紋章が彫刻された菊座石が使われており、当社の創建に皇室の何らかの関わりがあるのではと言われている。境内ではないが、兎が体を洗ったと言う池ガマ、近くには国道9号を挟んで白兎海岸が広がる。
白兎海岸の西寄りには、白兎神社に合祀されている白兎川下神社と、すぐ沖には白兎がいたとされる淤岐島（淤岐ノ島、隠岐の島＝おきのしま）がある。島には鳥居が立てられ、8月1日には神燈を流して祭礼が行われる。
白兎神社の鳥居横には「道の駅神話の里 白うさぎ」があり、観光客で賑わいを見せる。

## 内陸部の白兎神社
1999年（平成11年）、旧船岡町出身の石破洋元島根県立女子短期大学（現：島根県立大学）教授の研究発表、翌年の『イナバノシロウサギの総合研究』発刊により、この八上の白兎と天照大神伝承、それに関連すると思われる瀬織津姫祭祀、および白兎神社が脚光を浴びるようになった。現在、地元では、この白兎伝承を顕彰化するさまざまな動きが活発になっている。
かつて八上郡の中心地で、山間の八頭町には3つの白兎神社がある。その地には天照大神が行幸の際、白兎が現れて天照大神に行宮にふさわしい場所として現在の霊石山にある伊勢ヶ平（いせがなる）まで案内したという伝承が、地元の青龍寺（城光寺縁起）、慈住寺（慈住寺記録）に記されている。
八頭町の3つの白兎神社は、大正時代に強制的な合祀により、同町宮谷の賀茂神社に合祀され、形式上は廃社となっている。福本にあった白兎神社は、現在鳥居と額、神木と小祠があるのみであるが、元の本殿は紆余曲折の末、同町門尾（かどお）の青龍寺の本堂厨子として再利用され、本殿正面蟇股（かえるまた）には、波にのる兎の彫刻が施されている。「波に兎」の装飾は、因幡の各地に散在するが、最近の調査によって八頭郡に相当数残存していることが判明しつつある。天照大神はしばらく八上にとどまり、伊勢ヶ平近くの御冠石（みこいわ）で、因幡の国見をし、その石の上に冠を置かれたと言う。この伝承には続きがあり、八頭町の隣、兵庫県境に近い若桜町舂米（つくよね）には天照大神の行幸伝承とともに、天照大神の御製といわれる和歌が伝わっており、かつての国境、現在の鳥取・兵庫県境、氷ノ越え（ひょうのごえ）には因幡堂があり、そこには大兎（おおうさぎ）大明神が祀られ、八頭町福本、池田、土師百井など、鳥取市内海の白兎神社の祭神と同一の神であるとされる。現在因幡堂は但馬側（新温泉町）に移転され、その形状は現在では不明となったままである。

## 写真集

神社への参道と鳥居、門前の道の駅にある「大国さまと白うさぎ」
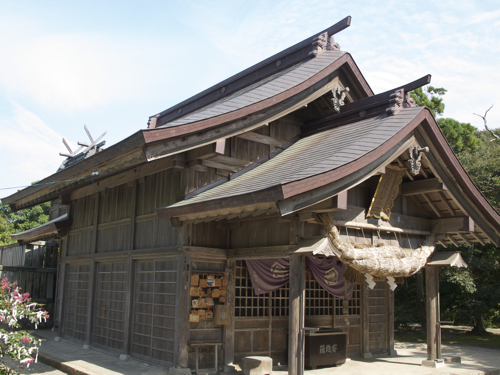
白兎神社 拝殿（左斜めより）
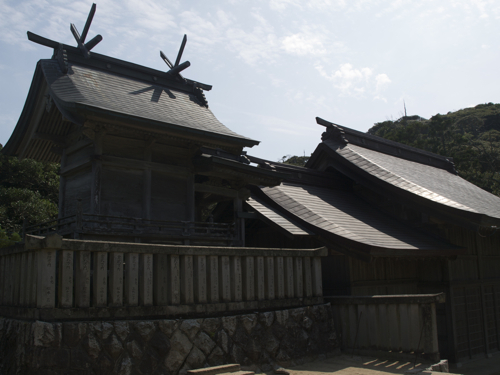
白兎神社 本殿(1)
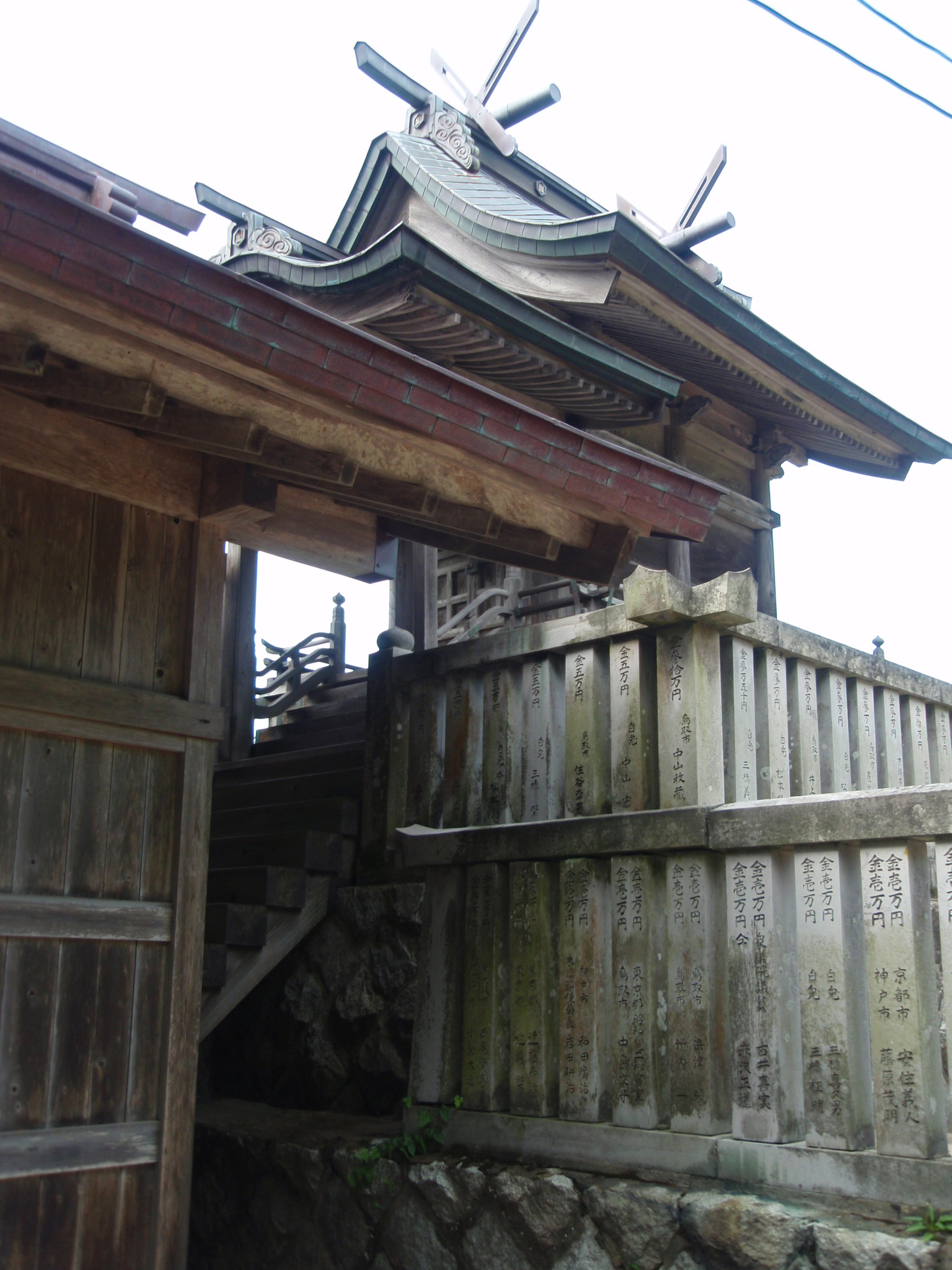
白兎神社 本殿(2)
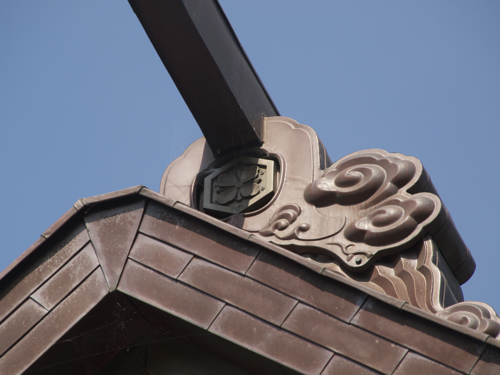
白兎神社 神紋（亀甲に剣花角）
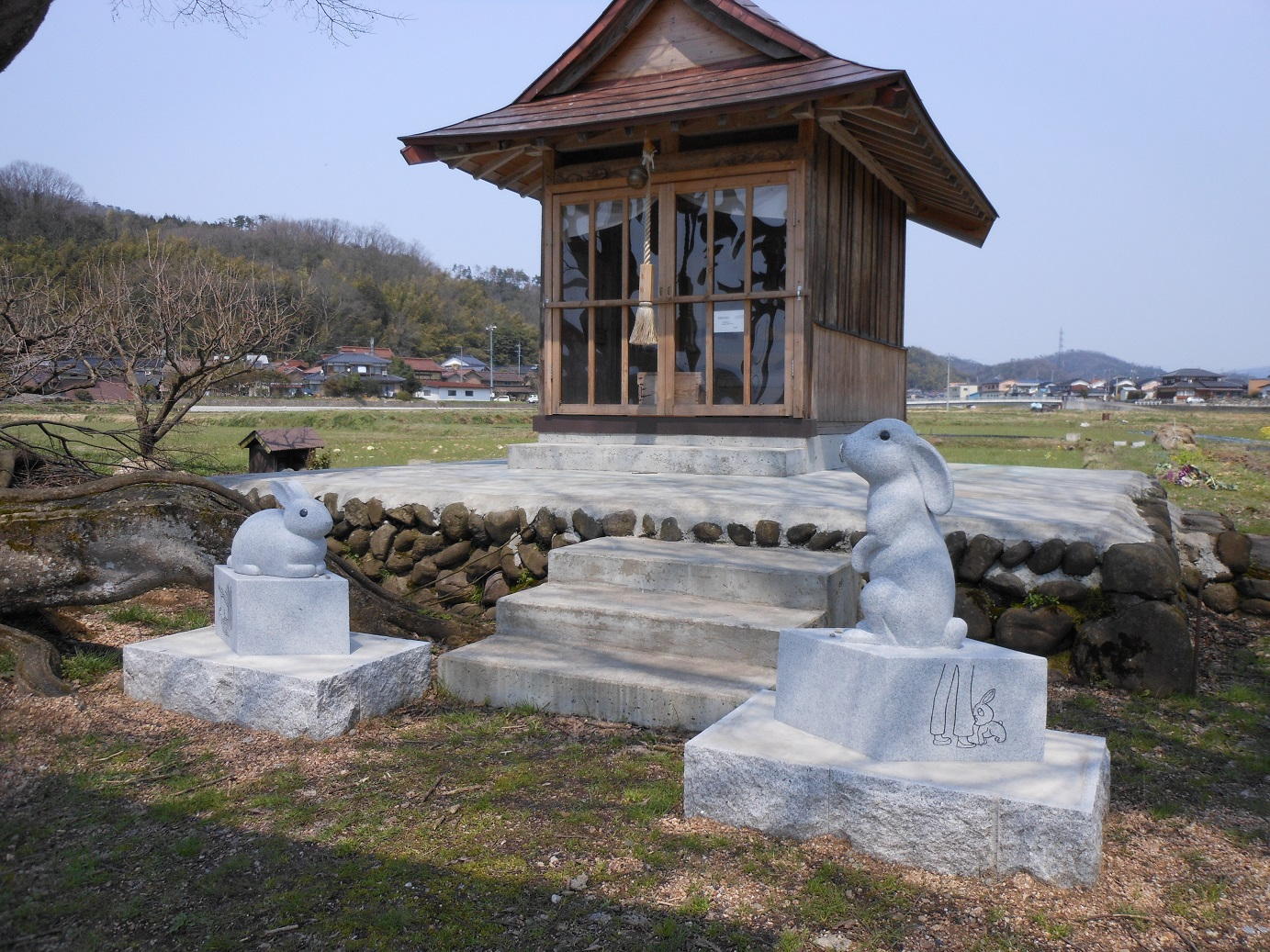
八上 福本 白兎神社